# Cao Hùng Trưng
Cao Hùng Trưng (tiếng Trung: 高熊徵; 1636–1706), tự Vị Nam (渭南), là nhà giáo dục, nhà sử học thời nhà Thanh.

## Cuộc đời
Cao Hùng Trưng là người thôn Tạ, trấn Quy Nghĩa, thành phố Sầm Khê, tỉnh Quảng Tây ngày nay. Năm Canh Tí (1660) thời vua Thuận Trị, đạt được thân phận phó cống.
Năm 1674, loạn Tam phiên nổ ra, Cao Hùng Trưng viết Thảo Ngô Tam Quế hịch văn (討吳三桂檄文) và Bình Điền tam sách (平滇三策), tổ chức hương binh theo quân triều đình đánh bại cánh quân đánh ra đất Sầm của Tam phiên, chém được Tổng binh Trần Sĩ Long (陳士龍).
Năm 1679, Cao Hùng Trưng được bổ nhiệm làm Giáo thụ ở phủ Tầm Châu, được mấy tháng thì Tuần phủ Phó Hoằng Liệt triệu đến Quế Lâm để tham gia bình định hai tỉnh Quý Châu và Vân Nam. Cao Hùng Trưng xin được tiếp tục làm công tác giáo dục, đến tháng 10 thì được bổ nhiệm làm Giáo thụ phủ Quế Lâm. Trong thời gian tại nhiệm, Cao Hùng Trưng đã cải thiện tình trạng nơi dạy học chỉ toàn con em người Bát Kỳ Mãn Châu, gia tăng số lượng học sinh người Hán, xây dựng trường phủ Quế Lâm, trường huyện Lâm Quế, Thư viện Hoa Chưởng, mời danh sư về dạy học.
Năm 1687, Cao Hùng Trưng được Giáo thụ ở phủ Tư Minh, tiếp tục công tác mở trường, mở lớp, xây dựng Thư viện Nam Pha. Năm 1700, nhờ có Tuần phủ Quảng Tây Bành Bằng tiến cử, Cao Hùng Trưng nhận chức Tri huyện Tỉnh Hình (phủ Chân Định, Hà Bắc), rồi thăng chức Lưỡng Chiết Chuyển vận sứ. Năm 1706, chết bệnh ở Chiết Giang.

## Tác phẩm
Cao Hùng Trưng để lại hai tác phẩm Dĩnh Tuyết Trai toàn tập (郢雪齋全集) và Cao Vị Nam kỷ niên lục (高渭南紀年錄). Trong thời gian làm công tác giáo dục, Cao Hùng Trưng còn tham gia biên soạn bộ sách Thông tỉnh phú dịch toàn thư (通省賦役全書) cùng sáu bộ sách địa phương chí gồm Quảng Tây thông chí (廣西通志), Quế Lâm phủ chí (桂林府志), Lâm Quế huyện chí (臨桂縣志), Tư Minh phủ chí (思明府志), An Nam chí kỷ yếu (安南志紀要), Sầm Khê huyện chí (岑溪縣志). Trong đó, An Nam chí được biên soạn và bổ sung dựa trên tác phẩm khuyết danh Giao Chỉ chí (交阯志), bản dịch tiếng Việt với tên An Nam chí nguyên (安南志原) là một nguồn tư liệu tham khảo quan trọng trong nghiên cứu lịch sử Việt Nam.